# Lista över Zagrebs borgmästare

Zagrebs stadsvapen

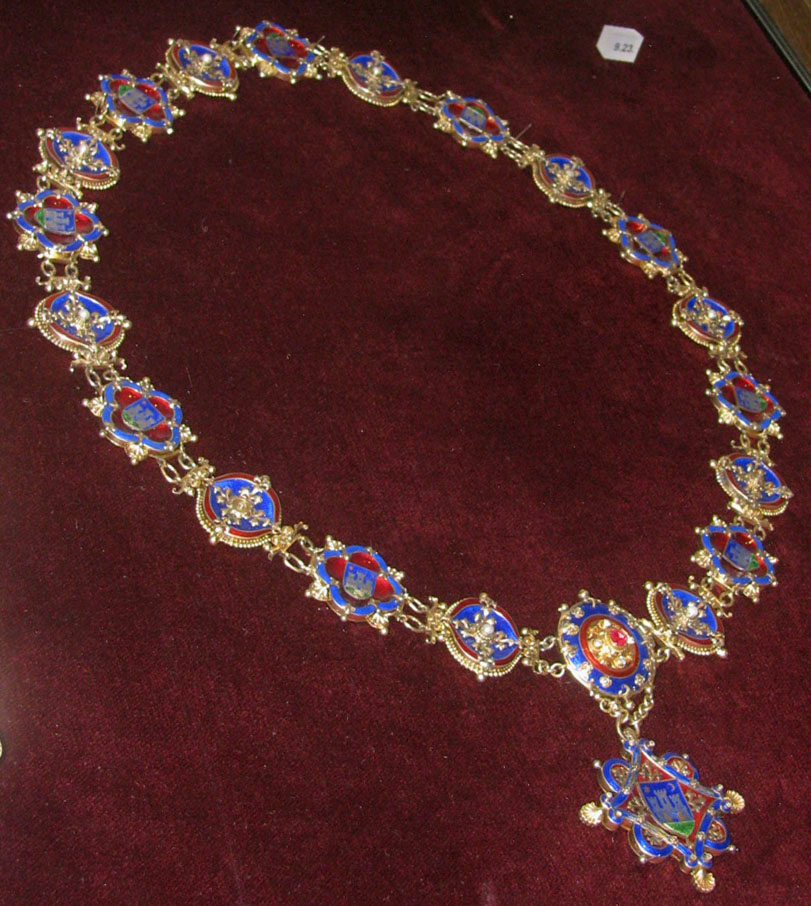
Borgmästarens hederskedja

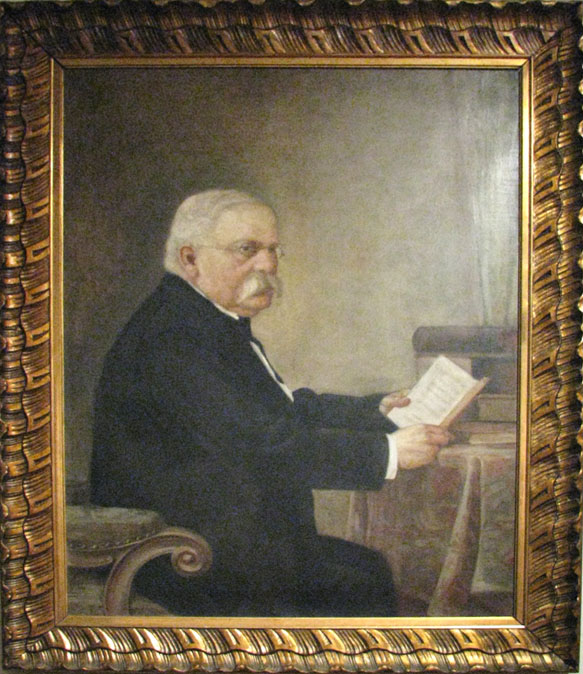
Målning av Bela Čikoš Sesija föreställande Zagrebs första borgmästare, Janko Kamauf

Denna lista över Zagrebs borgmästare är en lista över personer som har tjänat som borgmästare eller ordförande i kommunfullmäktige i staden Zagreb, Kroatiens huvudstad. Ämbetet skapades sedan de historiska bosättningarna Gradec och Kaptol 1850 slagits ihop till en administrativ enhet.

## Lista
| Nr | Ämbetsperiod | Borgmästare                                                                     | Parti                                                            |
| -- | ------------ | ------------------------------------------------------------------------------- | ---------------------------------------------------------------- |
| 1  | 1851–1857    | Janko Kamauf                                                                    |                                                                  |
| 2  | 1857         | Josip F. Haerdtl                                                                |                                                                  |
| 3  | 1858         | Svetozar Kušević                                                                |                                                                  |
| 4  | 1858–1861    | Johan Lichtenegger                                                              |                                                                  |
| 5  | 1861–1868    | Vjekoslav Frigan                                                                |                                                                  |
| 6  | 1868–1869    | Makso Mihalić                                                                   |                                                                  |
| 7  | 1869–1872    | Dragutin Cekuš                                                                  |                                                                  |
| 8  | 1872–1873    | Pavao Hatz                                                                      |                                                                  |
| 9  | 1873         | Stjepan Vrabčević                                                               |                                                                  |
| 10 | 1874–1876    | Ivan Vončina                                                                    |                                                                  |
| 11 | 1876–1879    | Stanko Andrijević                                                               |                                                                  |
| 12 | 1879–1881    | Matija Mrazović                                                                 | Folkpartiet                                                      |
| 13 | 1881–1885    | Josip Hoffman                                                                   |                                                                  |
| 14 | 1885–1887    | Nikola Badovinac                                                                |                                                                  |
| 15 | 1887–1890    | Ignjat Sieber                                                                   |                                                                  |
| 16 | 1890–1892    | Milan Amruš                                                                     | Folkpartiet                                                      |
| 17 | 1892–1904    | Adolf Mošinsky                                                                  |                                                                  |
| 18 | 1904–1910    | Milan Amruš                                                                     |                                                                  |
| 19 | 1910–1917    | Janko Holjac                                                                    |                                                                  |
| 20 | 1917–1920    | Stjepan Srkulj                                                                  |                                                                  |
| 21 | 1920         | Svetozar Delić                                                                  | Jugoslaviens kommunistförbund                                    |
| 22 | 1920         | Dragutin Tončić                                                                 |                                                                  |
| 23 | 1920–1928    | Vjekoslav Heinzel                                                               | Kroatiska blocket (1922, 1927)                                   |
| 24 | 1928–1932    | Stjepan Srkulj                                                                  |                                                                  |
| 25 | 1932–1934    | Ivo Krbek                                                                       |                                                                  |
| 26 | 1934–1936    | Rudolf Erber                                                                    |                                                                  |
| 27 | 1937–1939    | Teodor Peičić                                                                   |                                                                  |
| 28 | 1939–1941    | Mate Starčević                                                                  |                                                                  |
| 29 | 1941         | Jozo Dumančić                                                                   | Ustaša                                                           |
| 30 | 1941–1944    | Ivan Werner                                                                     | Ustaša                                                           |
| 31 | 1944–1945    | Eugen Starešinić                                                                | Ustaša                                                           |
| 32 | 1945–1949    | Dragutin Saili                                                                  | Kroatiens kommunistförbund                                       |
| 33 | 1949–1950    | Mika Špiljak                                                                    | Kroatiens kommunistförbund                                       |
| 34 | 1950–1951    | Milivoj Rukavina                                                                | Kroatiens kommunistförbund                                       |
| 35 | 1951–1952    | Mirko Pavleković                                                                | Kroatiens kommunistförbund                                       |
| 36 | 1952–1963    | Većeslav Holjevac                                                               | Kroatiens kommunistförbund                                       |
| 37 | 1963–1967    | Pero Pirker                                                                     | Kroatiens kommunistförbund                                       |
| 38 | 1967         | Ratko Karlović                                                                  | Kroatiens kommunistförbund                                       |
| 39 | 1967–1972    | Josip Kolar                                                                     | Kroatiens kommunistförbund                                       |
| 40 | 1972–1978    | Ivo Vrhovec                                                                     | Kroatiens kommunistförbund                                       |
| 41 | 1978–1982    | Ivo Latin                                                                       | Kroatiens kommunistförbund                                       |
| 42 | 1982–1983    | Mato Mikić                                                                      | Kroatiens kommunistförbund                                       |
| 43 | 1983–1984    | Aleksandar Varga                                                                | Kroatiens kommunistförbund                                       |
| 44 | 1984–1985    | Zorislav Šonje                                                                  | Kroatiens kommunistförbund                                       |
| 45 | 1985–1986    | Tito Kosty                                                                      | Kroatiens kommunistförbund                                       |
| 46 | 1986–1990    | Mato Mikić                                                                      | Kroatiens kommunistförbund                                       |
| 47 | 1990–1993    | Boris Buzančić                                                                  | Kroatiska demokratiska unionen                                   |
| 48 | 1993–1996    | Branko Mikša                                                                    | Kroatiska demokratiska unionen                                   |
| 49 | 1996–2000    | Marina Matulović-Dropulić                                                       | Kroatiska demokratiska unionen                                   |
| 50 | 2000–2002    | Milan Bandić                                                                    | Kroatiens socialdemokratiska parti                               |
| 51 | 2002–2005    | Vlasta Pavić                                                                    | Kroatiens socialdemokratiska parti                               |
| 52 | 2005–2021    | Milan Bandić                                                                    | Kroatiens socialdemokratiska parti (2005–2009) Oberoende (2009–) |
| –  | 2021         | Jelena Pavičić Vukičević vice borgmästare, ordinarie borgmästaren dog på posten | BM 365                                                           |
| 53 | 2021–        | Tomislav Tomašević                                                              | Vi kan!                                                          |

## Källa
- Zagreb.hr – Officiell webbplats med förteckning över alla borgmästare (kroatiska)